# 別爾博韋齊 (拉諾夫齊區)
49°48′38″N 25°53′53″E / 49.81056°N 25.89806°E
別爾博韋齊（烏克蘭語：Вербовець）是位於烏克蘭西部特諾皮爾州裏克列梅涅茨區的村莊，始建於1463年，面積5.63平方公里，2001年人口988，人口密度每平方公里175.6人。